# Guy Bolton
Guy Bolton   (Hertfordshire, 23 de novembre de 1884 - Londres, 4 de setembre de 1979) va ser un escriptor de comèdies musicals nord-americà, d'origen anglès. En col·laboració amb George Middleton escriví deu musicals. Altres col·laboradors foren George Gershwin, Ira Gershwin, i Oscar Hammerstein II.
Algunes de les obres més famoses en què va participar són Tip-Toes (1924) o Lady, Be Good! (1925) i The Love Parade (1929).